# Agente speciale L.K. (Operazione Re Mida)
Agente speciale L.K. (Operazione re Mida) (Lucky, el intrépido) è un film del 1967 diretto da Jesús Franco. È una commedia di fantaspionaggio.

## Critica
(Leo Pestelli su La Stampa del 28 luglio 1967)